# Стэнли, Эдвард, 1-й барон Монтигл
Сэр Эдвард Стэнли (англ. Sir Edward Stanley; приблизительно 1460 — 6 апреля 1523) — английский аристократ, 1-й барон Монтигл с 1514 года. Кавалер ордена Подвязки. Участвовал в войнах с Францией и Шотландией (в частности, отличился в битве при Флоддене в 1513 году).

## Биография
Эдвард Стэнли родился около 1460 года. Он был пятым сыном Томаса Стэнли, 2-го барона Стэнли и короля острова Мэн (впоследствии 1-го графа Дерби), от первого брака с Элеонорой Невилл, дочерью Ричарда Невилла, 5-го графа Солсбери. В 1482 году Эдвард принял участие в шотландском походе Ричарда Глостерского и после взятия Берика был посвящён в рыцари (24 апреля 1482 года). 17 апреля 1483 года он участвовал в церемонии похорон короля Эдуарда IV.
В 1485 году престол захватил Генрих VII Тюдор — сын второй жены Томаса Стэнли от её первого брака. Благодаря этому члены семьи получили от короны ряд пожалований и почётных назначений. Сэр Эдвард осенью 1485 года стал пожизненным верховным шерифом Ланкашира; 1 декабря он получил должность хранителя нового парка в Лэнгли, а позже стал «рыцарем тела короля». 4 марта 1488 года Стэнли были пожалованы поместья в Уэстморленде и Йоркшире. Он присутствовал на многих придворных церемониях — например, при инаугурации принца Генриха (будущего короля Генриха VIII) в качестве герцога Йоркского в ноябре 1494 года, при встрече Екатерины Арагонской в октябре 1501 года.
В 1511 году сэр Эдвард служил комиссаром армии в Йоркшире и Уэстморленде, а в 1513 году отличился в битве с шотландцами при Флоддене. Согласно народным балладам, именно он заставил врага покинуть выгодные позиции на холме и своей рукой убил короля Якова IV. Официальная версия это не подтверждает, но Томас Рутхолл, епископ Дарема, сообщил королю, что Стэнли храбро сражался, и рекомендовал сделать его лордом за заслуги. 8 мая 1514 года Сэр Эдвард стал кавалером ордена Подвязки. Через шесть дней он высадился в Кале вместе с сэром Томасом Ловелом и позже сражался с французами. 23 ноября того же года его вызвали в Палату лордов как барона Монтигла.
Сэр Эдвард присутствовал в июне 1520 года на Поле золотой парчи, где встретились Генрих VIII и король Франции Франциск I. Барон умер 6 апреля 1523 года и был похоронен в родовом замке Хорнби в Ланкашире.

## Семья
Эдвард Стэнли был женат дважды: на Энн Харингтон (дочери сэра Джона Харрингтона и Мод Клиффорд) и на Элизабет Воган, дочери сэра Томаса Вогана и вдове Джона Грея, 8-го барона Грея из Уилтона. Первый брак остался бездетным, во втором родился сын Томас, 2-й барон Монтигл. Кроме того, в источниках упоминаются трое внебрачных детей барона: Эдвард, Томас и Мэри.